# Nationalistische Studentenvereniging

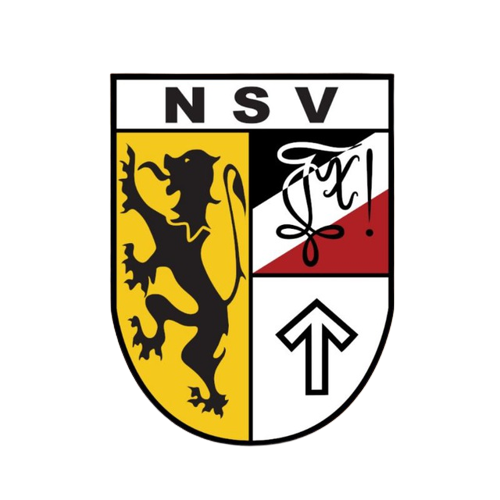
Wappen der Nationalistischen Studentenvereniging. Flämischer Löwe, Zirkel auf schwarz-weiß-rotem Grund und Tiwaz-Rune.

Die Nationalistische Studentenvereniging (dt. Nationalistische Studentenvereinigung), kurz NSV!, ist ein flämisch-nationalistisch gesinnter Studentenverband im belgischen Flandern. Sie teilt viele Merkmale und Traditionen deutscher Studentenverbindungen, ist mit diesen aber nur bedingt vergleichbar. Die Mitgliedschaft in der NSV steht sowohl Männern als auch Frauen offen, und sie betreibt Ortsverbände in Antwerpen, Brüssel, Gent, Löwen, Hasselt, Mechelen und Westflandern. Die NSV ist parteipolitisch unabhängig, es besteht jedoch eine starke inhaltliche wie auch personelle Nähe zum sezessionistischen Vlaams Belang.

## Geschichte und Politik

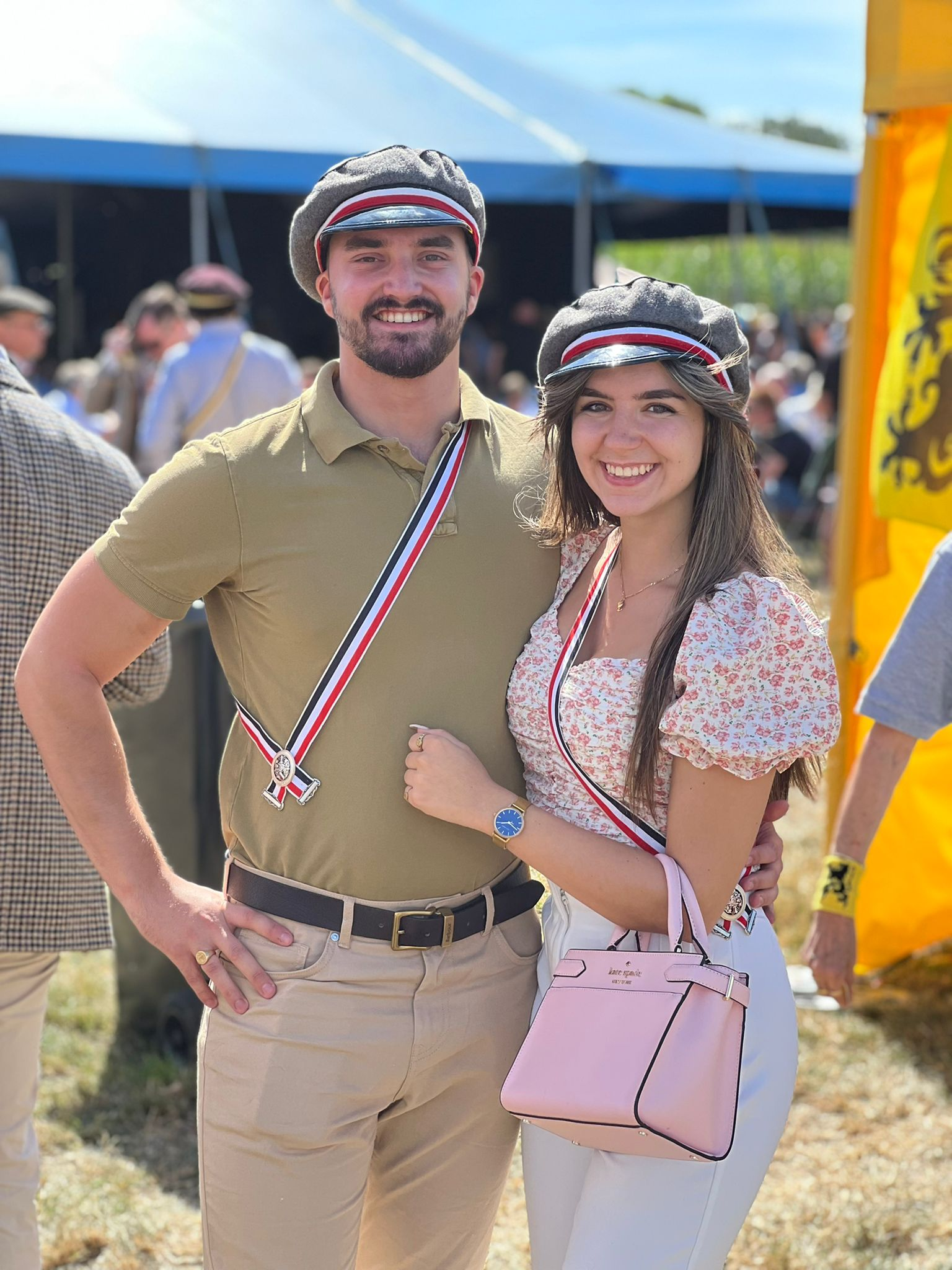
Mitglieder der NSV in Couleur

Die Nationalistische Studentenvereniging entstand 1976 auf Betreiben von Edwin Truyens als Abspaltung des KVHV-Ortsverbands Antwerpen. Der Katholiek Vlaams Hoogstudentenverbond (KVHV) ist ein katholisch-konservativer Dachverband flämischer Studenten- und Schülerverbindungen, dessen Antwerpener Ortsverband Truyens zuvor geführt hatte. Truyens hatte sich bis dahin in Kreisen des nationalistischen Taal Aktie Komitees (TAK; „Sprachaktionskomitees“) bewegt und mit dem Gedanken gespielt, einen TAK-Hochschulverband zu gründen, sich schließlich jedoch dazu entschlossen, stattdessen einem bereits bestehenden Verband beizutreten, woraufhin er ab 1972 den KVHV-Ortsverband in Antwerpen aufbaute. 1976 kam es zur Spaltung, nachdem Truyens die flämische Selbstbestimmung und die internationale Solidarität mit allen volksnationalistischen Bestrebungen zu den beiden unbedingten Grundpfeilern des Antwerpener Ortsverbands ausgerufen hatte und der KVHV-Bundesverband diese ideologische Ausrichtung zurückwies. 
Die Gründung des NSV fiel in eine Zeit, in der ein besonders harter Konkurrenzkampf zwischen linksradikalen Bewegungen wie der AMADA auf der einen und patriotisch gesinnten Jugendbewegungen wie der Vlaams-Nationale Studentenunie, dem Studentenverband der seinerzeit sozialliberalen und heute liberalkonservativen Partei Nieuw-Vlaamse Alliantie (N-VA), herrschte. Die NSV als parteipolitisch unabhängige rechte Jugendbewegung für ein unabhängiges Flandern fasste schnell Fuß und entwickelte sich in den folgenden Jahren zu einer in der gesamten Breite der flämischen Hochschullandschaft vertretenen Vereinigung. Nachdem 1977 ein NSV-Ortsverband am Hochschulstandort in Hasselt gegründet worden war, wurde Truyens im selben Jahre zum nationalen Vorsitzenden der Organisation gewählt. 1978 folgte ein Ortsverband in Gent, 1980 einer in Leuven. Die Ortsverbandsgründung in Gent führte wiederum zu einer Kontaktaufnahme mit dem bereits 1960 von Jaak Van Haerenborgh gegründeten Vlaams Nationaal Jeugdverbond (VNJ), der sich als Bewegung für ein unabhängiges Flandern an Schulen verstand und vor allem in den Provinzen West- und Ostflandern aktiv war. Es entstand ein Zusammenarbeitsabkommen, was dazu führte, dass an eine Schülermitgliedschaft im VNJ eine Studentenmitgliedschaft im NSV häufig anschloss.

Nach Gründung der politischen Partei Vlaams Belang (1979 als Vlaams Blok, seit 2004 als Vlaams Belang (VB)) kamen immer wieder Fragen über die parteipolitische Unabhängigkeit des NSV auf, der sich selbst als streng parteipolitisch unabhängig sieht. Hierzu lautete es vom NSV-Gründer Truyens 2007: 

“Het is natuurlijk niet zo eenvoudig om dit te realiseren als men weet hoeveel partijpolitieke mandatarissen uit NSV komen, die in overgrote meerderheid deel uitmaken van de partij waarvan we de naam nauwelijks mogen uitspreken, laat staan er sympathie voor hebben of er lid van zijn. En die mandatarissen belijden dan nog allemaal het eerder aangehaalde motto: eens NSV-er, altijd NSV-er. Toch moeten zowel NSV als de politieke partijen er alles aan doen om de partijpolitieke onafhankelijkheid van de studentenorganisatie te garanderen. NSV behoort tot de metapolitiek en het is de metapolitiek die de partijpolitiek moet beïnvloeden en niet omgekeerd”

„Es ist natürlich nicht so einfach, das zu realisieren, wenn man weiß, wie viele parteipolitische Mandatsträger aus dem NSV kommen, deren übergroße Mehrheit zudem ausgemacht wird von einer Partei, deren Namen wir kaum aussprechen mögen, ja für die wir gar Sympathie hegen mögen oder deren Mitglied wird sind. Und diese Mandatsträger bekennen sich dann auch noch ständig zu unserem Motto: ‚Einmal NSV’er, immer NSV’er‘. Dennoch müssen sowohl die NSV als auch die politischen Parteien alles tun, um die parteipolitische Unabhängigkeit der Studentenorganisation zu garantieren. Die NSV gehört zur Metapolitik, und es ist die Metapolitik, die die Parteipolitik beeinflussen muss, nicht umgekehrt.“

So kam es 2004 zu einer Auseinandersetzung an der Universität Löwen, wonach darüber entschieden wurde, ob dem NSV in den Räumen der Universität weiterhin die Rechte einer parteipolitisch ungebundenen Hochschulorganisation eingeräumt werden sollten; die Universitätsverwaltung folgte schließlich der Argumentation des damaligen Vorsitzenden Hans Verreyt, wonach die Ziele von NSV und VB zwar zu 85 % übereinstimmten, die Strukturen beider Organisationen aber gänzlich unabhängig voneinander existierten. 2007 waren 46 % aller Parlamentarier von VB im NSV sozialisiert worden. Auch war der aktuelle (Stand: 2024) Parteivorsitzende von VB, Tom Van Grieken, von 2012 bis 2014 Vorsitzender der Parteijugendorganisation Vlaams Belang Jongeren und von 2009 bis 2011 nationaler NSV-Vorsitzender. Der Historiker und Professor an der KU Leuven, Louis Vos, vergleicht daher auch die NSV mit der Marxistisch-Leninistischen Bewegung, ihrerzeit flämischer Ableger der Studentenbewegung der Partij van de Arbeid, und identifiziert die NSV dabei als deutlich erfolgreicher und nachhaltiger in ihrer Funktion als Mobilisierungskanal für eine neue Generation rechtsradikaler flämischer Nationalisten in der Parteipolitik.

## Couleur und korporationsstudentische Tradition
Die NSV übernahm ab ihrer Gründung eine ganze Reihe an Merkmalen aus dem deutschen Korporationswesen und sieht sich ebenso wie der KVHV in deren Tradition, ist mit heutigen deutschen Studentenverbindungen allerdings nur in Teilen vergleichbar. So entstand das Korporationswesen in Deutschland größtenteils aus dem Streben nach Verbindlichkeit und demokratischen Strukturen im Sinne des deutschen Idealismus sowie teilweise (besonders bei traditionell gesinnten Corps) als waffenstudentischer Schutzbund, die NSV hingegen als politische Bewegung der Flaminganten.  
Das akademische Fechten und die Mensur gehören nicht zum originären Brauchtum flämischer Korporationen. Allerdings kam es in der Vergangenheit vereinzelt zu Mensuren von männlichen NSV-Mitgliedern. So schlug ein NSVer 2012 auf seine Farben und unter dem Waffenschutz der Alten Breslauer Burschenschaft der Raczeks zu Bonn eine Mensur gegen einen Angehörigen der Leipziger Burschenschaft Germania.
Die NSV unterhält keine Wohnheime für ihre Mitglieder, wie es viele Studentenverbindungen in Deutschland und Österreich tun. 
Sie ist gleichwohl farbentragend und führt die Farben schwarz-weiß-rot, deren Herkunft auf den schwarzen Löwen der Flagge Flanderns und die weiß-roten Stadtfarben des Gründungsorts Antwerpen zurückzuführen sind. Diese Farben werden sowohl am traditionellen Bande von links nach rechts über die Brust als auch auf der grauen Studentenmütze getragen, die Ortsvorsitzenden und der nationale Sprecher („Praeses“) tragen entweder Schärpe oder zwei überkreute Bänder. Die NSV lebt das Lebensbundprinzip, wonach jeder Student auch nach Studienabschluss für den Rest seines Lebens Mitglied im Verbande bleibt; Alumni tragen ebenfalls Band, allerdings mit silberner Verzierung und einem Tönnchen. Daneben führt die NSV die Tiwaz-Rune als Symbol, einen Zirkel und das Motto Semper fidelis! (dt. Allzeit treu!). 
Die Mitgliedschaft in der NSV steht sowohl Männern als auch Damen offen, womit es sich um eine gemischte Studentenverbindung handelt. Bereits kurz nach ihrer Gründung knüpfte die NSV Kontakte zur Deutschen Burschenschaft, mit der sie bis heute ein Kooperationsverhältnis pflegt und regen Austausch unterhält. Schließlich pflegt sie durch regelmäßigen Gesang studentisches Liedgut.

## Ideologie und Aktivitäten

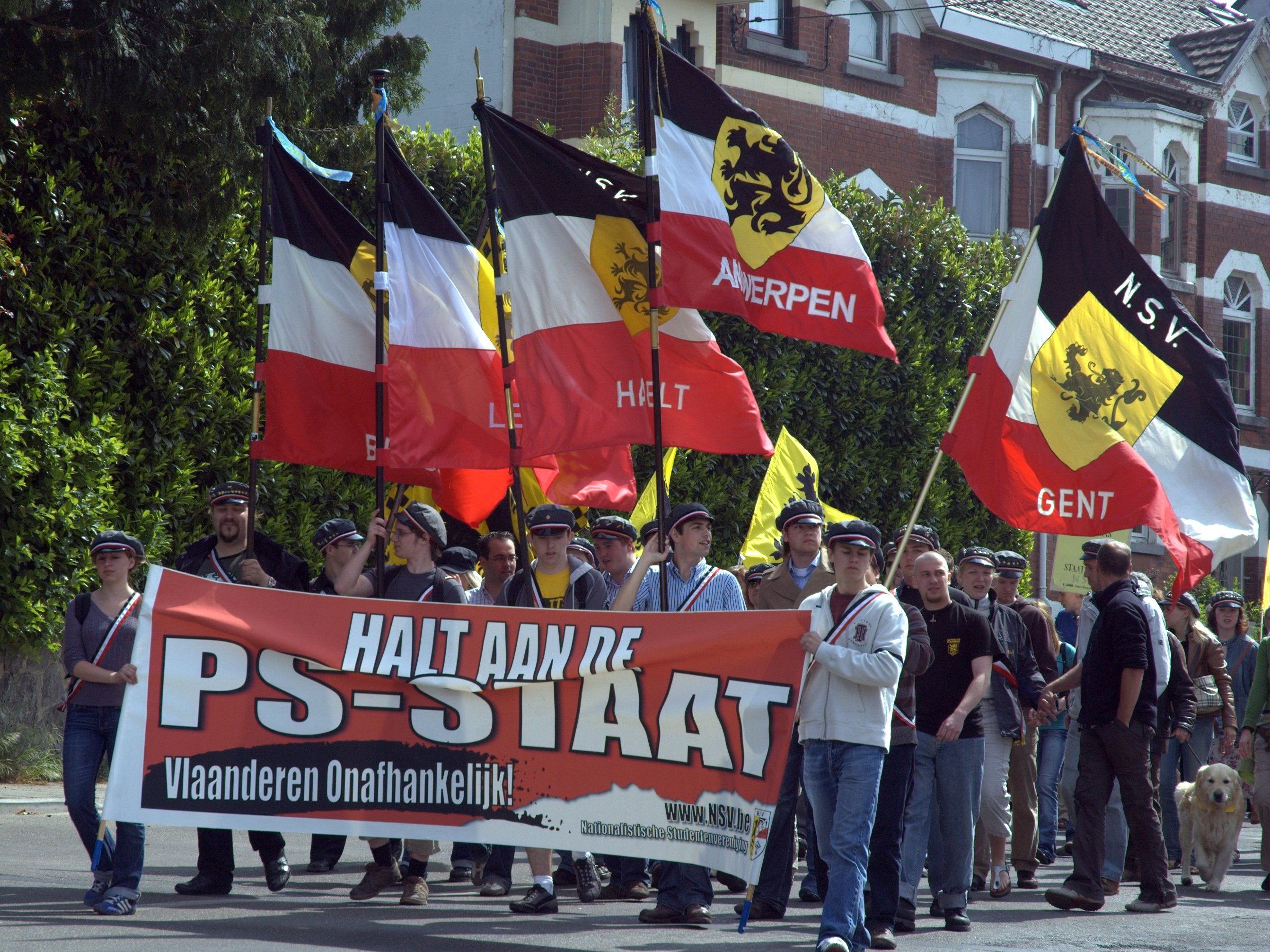
Eine Demonstration der NSV für die Abspaltung Flanderns von Belgien

Grundsätzlich vertritt die NSV, ähnlich dem VB, in Teilen das irretendistische Konzept der Großniederlande, auch bekannt als Dietsland, sowie in Teilen ein unabhängiges Flandern.
Die politische Arbeit des NSV basiert eigenen Angaben zufolge auf den drei Grundpfeilern von ideologischer Bildung, politischer Aktion und studentischer Traditionsbewegung. Als studentische Traditionsbewegung sieht sich die NSV vor allem im Erbe Albrecht Rodenbachs, Jef Van den Eyndes und Edmond de Goeyses. Allen ideologischen Überlegungen des NSV liegt weiters der politische Solidarismus zugrunde, der sich als „Dritter Weg“ versteht und die organische Volksgemeinschaft als Alternative sowohl dem kapitalistischen Individualismus als auch dem marxistischen Klassenkampf gegenüberstellt, wobei sich Truyens vor allem durch den nationalsozialistischen Kollaborateur Edgard Delvo und dessen nationalsolidaristische Arbeit in der Deutsch-Vlämischen Arbeitsgemeinschaft sowie der Unie van Hand- en Geestesarbeiders beeinflusst sah. Auch während des Kalten Krieges richteten sich ideologische Aktionen der NSV vor allem gegen den Sozialismus, ab 1981 forderte die NSV die Abschaffung der Gewerkschaften als parteipolitische Machtapparate. Entsprechend forderte die NSV in ihren Gründungszeiten die unbedingte Amnestie für alle wegen Kollaboration mit dem nationalsozialistischen Deutschland Inhaftierten. 
Gesellschaftspolitisch vertritt die NSV stark konservative Positionen, auf diesem Feld organisiert die NSV seit ihrer Gründung regelmäßig Veranstaltungsreihen und Themendebatten mit Politikern oder sonstigen Persönlichkeiten des öffentlichen Lebens auf dem Universitätscampus. 1982 erschien in der Branding ein Beitrag, in dem ein Verbot aller pornographischen Medien gefordert wurde, darüber hinaus lehnt der NSV Scheidungen ab, betrachtet Ehe und Familie als Keimzelle der Gesellschaft und definiert Erstere als reine Verbindung ausschließlich zwischen Mann und Frau. Besonders aktiv ist die NSV in ihrer Ablehnung von Abtreibung und Sterbehilfe, so wurde bereits 1983 am NSV-Ortsverband in Leuven ein Komitee zum Zwecke der Organisation von Veranstaltungsreihen rund um das Thema Abtreibung gegründet, im Oktober 1989 lud der Verband zu einer Debatte zwischen Wim Verreycken und Herman Suykerbuyk auf den Universitätscampus, im Februar 1991 kam es zu einer Antiabtreibungswoche in Zusammenarbeit mit dem jesuitischen Saint Ignatius University Centre und in den folgenden Jahren folgten zahlreiche Kundgebungen und Demonstrationen an und gegen Abtreibungskliniken an verschiedenen Orten in Flandern. Darüber hinaus betrachtet sich die NSV als ökologistisch, lehnt die Konsumgesellschaft ab und veranstaltete auch zu diesem Thema Referententhemenabende. Schließlich ist die NSV antimonarchistisch und fällt mit Protestaktionen gegen das belgische Königshaus auf.
In neuer Zeit trat die NSV vor allem durch diverse umstrittene Lesungen und Demonstrationen in der Presseberichterstattung in Erscheinung. So gewann die NSV im April 2023 einen Rechtsstreit gegen die Universität Leuven, die aus Sicherheitsbedenken zunächst eine Lesung des Identitären Martin Sellner verbieten lassen wollte. Die Veranstaltung fand letzten Endes statt. Bereits ein Jahr zuvor hatte es linksgerichtete Demonstrationen auf dem Campus der Universität Antwerpen gegeben, nachdem diese eine Lesung des VB-Politikers Filip Dewinter genehmigt hatte. 2019 war die Universität Hasselt erfolgreich mit dem Verbot einer NSV-Debatte auf dem Universitätscampus, unter einem Pseudonym fand diese allerdings später dennoch statt. Neben zahlreichen weiteren Demonstrationen beispielsweise gegen das belgische Königshaus oder teils illegalen Aktionen wie einem Tortenanschlag auf den damaligen belgischen Premierminister Elio Di Rupo trat die NSV auch durch Unternehmungen wie ein öffentliches und für Studenten kostenfreies Bierfest an der Universität Leuven als Protest gegen steigende Bierpreise in Erscheinung.
Zu den parteipolitischen Partnerorganisationen, mit denen die NSV regelmäßig zusammenarbeitet, gehören die Jugendorganisationen der neofaschistischen Parteien CasaPound Italia und Die Heimat, Blocco Studentesco (BS) und Junge Nationalisten (JN), sowie die Jugendorganisationen der rechtsseparatistischen Parteien Vlaams Belang und Lega Nord, Vlaams Belang Jongeren (VBJ) und Lega Giovani (LG). Austausch besteht darüber hinaus mit dem erst seit 2021 bestehenden niederländischen Pendant, der Groot-Nederlandse Studentenvereniging (dt. Großniederländische Studentenvereinigung, GNSV), der ethnopluralistischen Identitären Bewegung (IB), der Deutschen Burschenschaft (DB), dem ethnonationalistischen Voorpost und dem nationalkonservativen Taalaktiekomitee (TAK), zudem bestehen Partnerverträge mit dem Schülerverband Vlaams Nationaal Jeugdverbond (VNJ) sowie dem noch radikaleren Nationalistisch Jongstudentenverbond (NJSV).

## Bekannte Mitglieder
Zu den bekannten Mitgliedern gehören – nebst zahlreicher weiterer VB-Parlamentarier – unter anderem Tom Van Grieken, Bruno Valkeniers und Frank Vanhecke (allesamt ehemalige VB-Vorsitzende), Filip Dewinter, Koenraad Dillen und Philip Claeys, aber auch einzelne Abgeordnete der N-VA wie Karim Van Overmeire oder Jurgen Ceder.